# 技術士
技術士（ぎじゅつし、英: Professional Engineer）は、技術士法（昭和58年法律第25号）に基づく日本の国家資格である。「科学技術の応用面に携わる技術者にとって最も権威のある最高位の国家資格」であり、この資格を取得した者は、科学技術に関する高度な知識、応用能力および高い技術者倫理を備えていることを国家によって認定されたことになる。有資格者は技術士の称号を使用し登録した技術部門の技術業務を行える。
技術士補（ぎじゅつしほ、英: Associate Professional Engineer）は、将来技術士となる人材の育成を目的とする、技術士法に基づく日本の国家資格である。有資格者は技術士の指導の下で、技術士補の称号を使用して、技術士を補佐する技術業務を行える。
職能団体として、日本技術士会や女性技術士の会が活動している。

## 概要
技術士は、専門的な知識、高等の応用能力、豊富な実務経験、高い倫理観を持った技術者とされる。技術士法第2条は、技術士および技術士補を次のように定義している。
- 「技術士」とは、第32条第1項の登録を受け、技術士の名称を用いて、科学技術に関する高等の専門的応用能力を必要とする事項についての計画、研究、設計、分析、試験、評価またはこれらに関する指導の業務を行う者（他の法律においてその業務を行うことが制限されている業務を除く。）をいう。
- 「技術士補」とは、技術士となるのに必要な技能を修習するため、第32条第2項の登録を受け、技術士補の名称を用いて、前項に規定する業務について技術士を補助する者をいう。

技術士法で述べられている「高等の専門的応用能力」とは、受験対策書では「これまで習得した知識や経験等に基づき、対処すべき課題に合わせて正しく問題を認識し、必要な分析を行い、判断し、対応策の企画立案等を実施できる能力」と説明されている。

### 技術士（補）登録
技術士（補）は、登録技術者（レジスタード・エンジニア）制であり、試験に合格しただけでは技術士（補）ではない。技術士（補）になるためには、登録免許税と登録手数料を納付した上で、日本技術士会に申請書類を提出する必要がある。

### 名称独占
技術士は業務独占資格ではないため、技術士でなくても、技術士法で述べられているような業務を行うことができる。しかし、名称独占の国家資格であるため、技術士でない者が技術士を名乗って業務を行うことができない。技術士は、国家によって一定レベルの問題解決能力を認められている上、技術士法第45条および59条により、罰則付きの秘密保持義務を課されているため、無資格の技術者と比較して、顧客の信用を得やすいと考えられる。
技術士法第57条は、技術士（補）の名称独占を定め、以下の行為を禁じている。
- 技術士（補）登録をしていない者や登録を取り消された者が技術士（補）を名乗ること
- 技術士（補）登録をした者が、登録したものとは異なる技術部門について技術士（補）を名乗ること

ただし、1950年（昭和25年）に電波法に基づき制定された無線技術士（1990年（平成2年）より陸上無線技術士）は、技術士とは異なる国家資格であるが、技術士に先行する国家資格であるため、名称独占の例外であるとみなされている。
なお、技術士の英文名称は「Professional Engineer」、技術士補の英文名称は「Associate Professional Engineer」とされているが、技術コンサルタントを職業とする者が広告、名刺などにおいて、コンサルティングエンジニア（「Consulting Engineer」, 「CE」）を名乗ることに問題はないものとされる。他国における同様の資格制度と混同を避ける趣旨で「Professional Engineer, Japan (P.E.Jp)」が使われることがある。

## 業務

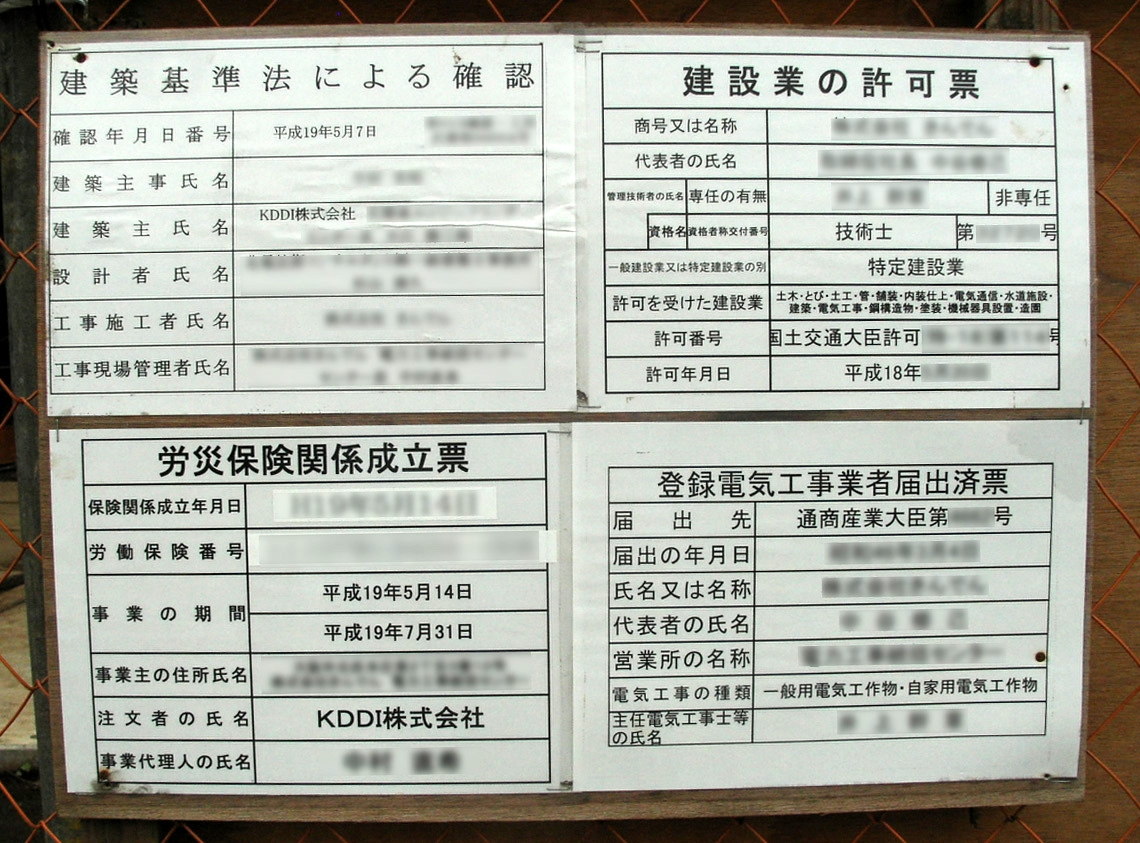
技術士は建築基準法における設計者や工事監理者になることはできないが、建設業法における土木工事の管理技術者（現場監督）として「技術士」の表示がみえる。

名称独占資格であることを活かし、「技術士」を名乗って、次のような業務をすることが可能である。
- 技術コンサルタントとして、コンサルティング業務を行う。
- 企業内技術者として、研究職・設計職などで責任者の役割を担う。
- 公務員技術者として、知識や判断を要する業務を行う。
- 教育者・研究者として、学生の教育や研究を行う。

なお、技術士全体の78.9 %が一般企業や建設コンサルティング会社に勤務し、7.5 %が官公庁に勤務している。

### 技術士（補）の権利と義務
技術士（補）登録をすると、技術士（補）の名称を使用する権利を得る反面、以下の義務を負う。これらの義務に違反すると、技術士法 第36条の2の規定により、技術士（補）登録を取り消されることがある。
技術士法 第44条 （信用失墜行為の禁止）
技術士又は技術士補は、技術士若しくは技術士補の信用を傷つけ、又は技術士及び技術士補全体の不名誉となるような行為をしてはならない。
技術士法 第45条 （技術士等の秘密保持義務）
技術士又は技術士補は、正当の理由がなく、その業務に関して知り得た秘密を漏らし、又は盗用してはならない。技術士又は技術士補でなくなった後においても、同様とする。
技術士法 第45条の2 （技術士等の公益確保の責務）
技術士又は技術士補は、その業務を行うに当たっては、公共の安全、環境の保全その他の公益を害することのないよう努めなければならない。
技術士法 第46条 （技術士の名称表示の場合の義務）
技術士は、その業務に関して技術士の名称を表示するときは、その登録を受けた技術部門を明示してするものとし、登録を受けていない技術部門を表示してはならない。
技術士法 第47条の2 （技術士の資質向上の責務）
技術士は、常に、その業務に関して有する知識及び技能の水準を向上させ、その他その資質の向上を図るよう努めなければならない。
秘密保持義務には刑事罰も規定されている。
技術士法 第59条（秘密保持義務に違反した場合の罰則）
第45条の規定に違反した者は、1年以下の懲役又は50万円以下の罰金に処する。
技術士法 第59条第二項（親告罪）
前項の罪は、告訴がなければ公訴を提起することができない。
非技術士の技術コンサルタントが秘密を漏洩しても民事責任を問われるのみだが、技術士（補）は技術士（補）登録を取り消されるだけでなく刑事罰にも処せられる可能性がある。

## 技術部門
他の技術系資格が専門分野ごとに制度を設けているのに対して、技術士は科学技術におけるほとんどすべての領域に渡る分野をカバーしている。以下の21の技術部門が設けられており、各部門はそれぞれ部会を作り活動している。船舶・海洋部門と航空・宇宙部門は同一の部会として活動しており、総合技術監理部門では部会が設立されていないことから、19の部会がある。
1. 機械部門
2. 船舶・海洋部門
3. 航空・宇宙部門
4. 電気電子部門
5. 化学部門
6. 繊維部門
7. 金属部門
8. 資源工学部門
9. 建設部門
10. 上下水道部門
11. 衛生工学部門
12. 農業部門
13. 森林部門
14. 水産部門
15. 経営工学部門
16. 情報工学部門
17. 応用理学部門
18. 生物工学部門
19. 環境部門
20. 原子力・放射線部門
21. 総合技術監理部門

## 評価

### 民間での評価
IT業界
- 政府情報システムの整備及び管理に関する標準ガイドライン実務手引書第6章では、政府情報システムの調達に係る入札要件の記載例に、技術士情報工学部門または技術士総合技術監理部門（情報工学を選択科目とする者）が記載されている。ただし、情報処理技術者試験（プロジェクトマネージャ試験など）合格者や情報処理安全確保支援士、「同等の能力を有する者」と併記されており、技術士（情報工学部門）であることを必須とはされていない。
- 情報処理学会が実施する認定情報技術者制度において、技術士情報工学部門または技術士総合技術監理部門（情報工学を選択科目とする者）は個人審査及び審査料の一部を免除される。同技術者に認定された場合、ITスキル標準レベル4に相当することとされている。

建設業界
- 建設業法に基づき、公共工事の入札に参加する企業の経営事項審査項目のひとつとして技術士取得者数が評価されている。
- 国土交通省の建設コンサルタント登録制度では、技術士登録をした者を常勤の技術管理者として設置することを必須条件としている。建設業は大きく分類すると「建築」「土木」に分かれ、「建築」分野は建築士が設計等の業務独占資格として存在する為、技術士は建築士の独占業務以外である「土木」分野や「建築」の施工分野において「建設コンサルタント」等の業務を行っている。

一部の企業例
- 人材活用の基準として評価する企業もある。例えば大成建設では、設計・技術およびプロジェクトに係わる部署や技術研究所に、技術士を積極的に配置している。
- 資格取得者に報奨金を支給する企業もある。例えば三菱電機では、博士と並び技術士を最高位に位置付けて同レベルの報奨金を支給している。

収入面
- 2005年（平成17年）以降、賃金構造基本統計調査の調査対象職種として賃金が把握されている。
- 「年収ラボ」の調査によると、2015年における技術士の平均年収は596万円であり、資格別年収ランクは第10位である。

### 公的な評価
- 労働基準法第14条2の規定に基づき厚生労働大臣が定める「高度の専門的知識等」の基準を満たす資格の一つとされている[20][21]。
- 高等教育機関の教官や研究者の求人では、博士（工学）または技術士を取得していることを応募資格としている事例がある[11]。
- 「政府デジタル人材のスキル認定の基準」において、高度情報処理技術者試験及び情報処理安全確保支援士試験合格者等（ITSSレベル4相当）と同等性認定を受けており、課室長スキル認定及び課長補佐（プロジェクト担当）スキル認定の要件のひとつとされている[22]。

#### ほかの国家資格試験の免除
技術士は、国家が認定した高度の技術者であることから、日本の諸制度において有資格者と認められたり、資格試験の一部や全部を免除されたりする。
有資格者として認められているものには、主に次のようなものがある。
- 建設業法の一般建設業・特定建設業における営業所の専任技術者
- 建設コンサルタントや地質調査業者として登録する専任技術管理者
- 公共下水道や流域下水道の設計や工事の監督管理を行う者
- 鉄道事業法の鉄道事業における設計管理者
- 中小企業支援法による中小企業・ベンチャ－総合支援事業派遣専門家

また、資格試験の一部や全部を免除されているものには、主に次のようなものがある。
- 廃棄物処理施設技術管理者
- 労働安全コンサルタント
- 労働衛生コンサルタント
- 作業環境測定士
- 1級施工管理技士（土木、電気工事、管工事、造園）
- 土地区画整理士
- 弁理士
- 消防設備士
- 気象予報士

## 課題
特定分野への偏り
技術士制度は科学技術のほとんどすべての分野を網羅する制度であるが、実際の有資格者数の割合は建設部門が45.4 %を占めており、総合技術監理部門の13.5 %、上下水道部門の6.5 %、機械部門の5.1 %と続いている。
認知度の低さ
建設分野では高く認知されており、技術士の資格は必須であると言われている。その一方で、それ以外の技術分野ではメジャーではなかったり、あまり知られていなかったりする。

## 技術者資格相互承認
技術士は日本においてワシントン協定のエンジニアに分類される。そのため、技術士を取得した者は条件を満たすことにより、職能資格におけるエンジニアの国際的通用性を保証するAPECエンジニア・国際エンジニアへの審査の認定をうけて登録することが可能になる。

### APECエンジニア
APECエンジニア登録制度は、国境を越えて技術者の技術水準を国家間で相互に承認するための仕組みの一つである。2000年11月1日から登録を開始し、2006年度からすべての技術部門が登録の対象となった。
政府間で交渉が済んでいる国やエコノミーとの間でAPECエンジニアは、同一の技術レベルを持つ技術者として認められる。APECエンジニアの基本的な枠組みを定めたAPECエンジニアマニュアルは2013年の1月に「IEA Competence Agreements」の中のAPECエンジニア協定(APECA)のもとに再編され、国際エンジニア連合(IEA)が管轄している。APECエンジニア11分野で、日本では技術士がAPECエンジニアの登録要件となっており、Structuralのうち建築構造系の登録以外の事務局は日本技術士会内に設置されている。
Structuralのうち建築物に関する業務（建築物等の企画・計画から設計・施工・維持管理その他にいたるあらゆる局面での建築構造に関する業務を対象）関連の技術者の場合、建築基準法上の設計、工事監理は建築士でなければ行えないため、建築構造系の一級建築士である構造エンジニアの登録は公益財団法人建築技術教育普及センターが事務局を担当している。
申請の対象となる技術士技術部門及び選択科目と対応するAPECエンジニアの分野は、以下の通りとなった。
- Mechanical
  - 技術士船舶・海洋部門（2-1 船体、造船工作及び造船設備（旧船体、造船設備、造船工作及び造船設備）2-2 舶用機械)
  - 技術士航空・宇宙部門（3-1 機体、3-2 航行援助施設（原動機、装備、保安施設、航空機用原動機、航行援助施設）3-3 宇宙環境利用
  - 技術士繊維部門（6-3 縫製（旧縫製品））
  - 技術士金属部門（7-1 鉄鋼生産システム（旧鉄冶金）と7-2 非鉄生産システム（旧非鉄冶金）のうち機械系エンジニア、7-3 金属材料、7-4 表面技術（表面処理（旧金属防食を含む）、7-5 金属加工）

- Chemical
  - 技術士化学部門（5-1 セラミックス及び無機化学製品（旧化学肥料、窯業、無機薬品、無機薬品及び肥料、セラミックス）、5-2 有機化学製品（旧有機合成品、有機化学製品）、5-3 燃料及び潤滑油（旧燃料）、5-4 高分子製品（旧繊維素加工、プラスティクス、プラスチックス）、5-5 化学装置及び設備（旧電気分解、電気化学）
  - 技術士繊維部門（6-1 紡糸、製糸、紡績及び製布（旧紡績、製布、製糸及び紡績、または紡糸、製糸及び紡績、ならびに紡糸）、6-2 繊維加工（旧染色仕上加工））
  - 技術士金属部門（7-1 鉄鋼生産システム（旧鉄冶金）と7-2 非鉄生産システム（旧非鉄冶金）のうち化学材料系エンジニア）
  - 技術士農業部門（12-1 農芸化学）

- Civil
  - 技術士建設部門（9-1 土質及び基礎、9-2 鋼構造及びコンクリート、9-3 都市及び地方計画、9-4 河川、砂防及び海岸、9-5 港湾及び空港 （旧港湾（空港を含む））、9-6 電力土木 （旧水力、発電土木）、9-7 道路、9-8 鉄道、9-9 トンネル、9-10 施工計画、施工設備及び積算（旧施工及び施工設備、施工計画及び施工設備）のシビルエンジニア、9-11 建設環境）
  - 技術士上下水道部門（10-1 上水道及び工業用水道 （旧上水道、工業用水道）と10-2 下水道のうちのシビルエンジニア、10-3 水道環境）
  - 技術士衛生工学部門（11-1 水質管理、11-2 廃棄物処理 （旧汚物処理、汚物処理及び廃水処理）と11-5 廃棄物管理計画のうちのシビルエンジニア）
  - 技術士農業部門（12-3 農業土木のうちのシビルエンジニア、12-5 地域農業開発計画、12-6 農村環境）
  - 技術士森林部門（13-2 森林土木（旧林業から森林土木が分離する前の「林業」も）で土木系エンジニア）
  - 技術士水産部門（14-3 水産土木のうちの土木系エンジニア、14-4 水産水域環境）
  - 技術士応用理学部門（17-3 地質でシビルエンジニア）

- Structural
  - 技術士建設部門（9-1 から 9-10までの土木系構造エンジニア）
  - 技術士上下水道部門（10-1 上水道及び工業用水道 （旧上水道、工業用水道）と10-2 下水道のうちの土木系構造エンジニア）
  - 技術士衛生工学部門（11-1 水質管理、11-2 廃棄物処理 （旧汚物処理、汚物処理及び廃水処理）と11-5 廃棄物管理計画のうちの土木系構造エンジニア、11-3 空気調和施設、11-4 建築環境施設 （旧衛生施設））
  - 技術士農業部門（12-3 農業土木のうちの構造エンジニア）
  - 技術士森林部門（13-2 森林土木（旧林業から森林土木が分離する前の「林業」も）で構造エンジニア）
  - 技術士水産部門（14-3 水産土木のうちの構造エンジニア）
  - 技術士応用理学部門（17-3 地質で構造エンジニア）

- Electrical
  - 技術士情報工学部門（16-1 情報システム（旧生産管理部門・科学技術情報管理、情報管理）、16-2 情報数理及び知識処理（旧応用理学部門・数学、数学応用、情報数理）、16-3 情報応用、16-4 電子計算機システム（旧電子計算機応用））

2022年6月現在のAPECエンジニア協定の加盟エコノミーは以下の通り。
- 日本
- オーストラリア
- カナダ
- 中国香港
- 韓国
- マレーシア
- ニュージーランド
- インドネシア
- フィリピン
- 米国
- タイ
- シンガポール
- チャイニーズ・タイペイ
- ロシア
- ペルー

暫定メンバー
- タイ
- パプア・ニューギニア

### IPEA国際エンジニア
EMF(Engineers Mobility Forum)協定に加盟しているエコノミー間での技術者相互承認を行っていたが、EMF定款は2013年1月をもって「IEA Competence Agreements」の中の国際エンジニア協定(IPEA)に再編され、国際エンジニア連合(IEA)が管轄している。名称もEMF国際エンジニアからIPEA国際エンジニアへ変更された。APECエンジニアが政府間の枠組みによる相互承認なのに対し、IPEA国際エンジニアは非政府組織の承認となっている。日本の場合略称はIntPE(Jp)である。2022年6月現在の国際エンジニア協定の加盟エコノミーは以下の通り。
- 日本
- オーストラリア
- カナダ
- チャイニーズ・タイペイ
- 中国香港
- インド
- アイルランド
- 韓国
- マレーシア
- ニュージーランド
- シンガポール
- 南アフリカ
- スリランカ
- 英国
- 米国
- パキスタン

暫定メンバー
- バングラディッシュ
- ロシア
- オランダ

### 職能団体・関係団体
- 日本技術士会
- 日本女性技術者フォーラム
- 女性技術士の会
- 日本技術者教育認定機構

### 資格の一覧
- 日本の工業に関する資格一覧
- 日本の化学に関する資格一覧
- 日本の電気に関する資格一覧
- 日本の建設に関する資格一覧
- 日本の建築に関する資格一覧
- 日本の農業に関する資格一覧
- 日本の環境に関する資格一覧
- 日本の通信に関する資格一覧
- 日本の情報に関する資格一覧
- 日本の歴史・地理に関する資格一覧